# Simone Ashley
Pour les articles homonymes, voir Ashley.
Simone Ashley, de son nom de naissance Simone Ashwini Pillai, née le 30 mars 1995 à Woodstock dans l'Oxfordshire en Angleterre, est une actrice britannique d'origine indienne.

## Carrière
Née Simone Ashwini Pillai dans l'Oxfordshire le 30 mars 1995, Simone Ashley grandit dans une famille de médecins et d'ingénieurs d'origine indienne d'ethnie tamoul. Elle fait ses études à la Redroofs School for the Performing Arts entre 2011 et 2013.
Ashley fait ses débuts en 2016 avec un petit rôle dans la série Wolfblood : Le Secret des loups mais c'est son rôle d'Olivia dans Sex Education qui la révèle au grand public en 2019. La même année, elle obtient le rôle principal du film Kill Ben Lyk où elle donne la réplique à Eugene Simon.
En mars 2021, elle est annoncée pour jouer le rôle de Kate Sharma (Kate Sheffield dans les romans) dans la saison 2 de La Chronique des Bridgerton qui s'intéresse au mariage du fils aîné. Elle donne la réplique à Jonathan Bailey, qui incarne Anthony Bridgerton.

## Filmographie

### Longs métrages
- 2018 : Boogie Man d'Andrew Morahan : Aarti
- 2018 : Kill Ben Lyk d'Erwan Marinopoulos : la fille
- 2018 : Sparrow d'Ali Kurr : Taylor
- 2019 : Pokémon : Détective Pikachu (Pokémon: Detective Pikachu) de Rob Letterman : la petite amie
- 2023 : La Petite Sirène (The Little Mermaid) de Rob Marshall : Indira
- 2025 : L'amour dans l'objectif (Picture This) de Prarthana Mohan : Pia
- 2025 : F1 de Joseph Kosinski (coupée au montage)
- 2025 : This Tempting Madness de Jennifer E. Montgomery : Mia

### Séries
- 2016 : Wolfblood : Le Secret des loups : Zuhra (2 épisodes)
- 2016 : Guilt : Amanda (1 épisode)
- 2017 : Broadchurch : Dana (2 épisodes)
- 2017 : C.B. Strike : la réceptionniste (1 épisode)
- 2017 : L'ispettore Coliandro : Veena (1 épisode)
- 2018 : Doctors : Sofia Johal (1 épisode)
- 2019 : Casualty : Shai Anderton (1 épisode)
- 2019 - 2023 : Sex Education : Olivia (rôle principal, saisons 1 à 3)
- 2020 : Because the Night : Elise Fox (3 épisodes)
- depuis 2022 : La Chronique des Bridgerton : Kate Sharma (depuis la saison 2)

### Téléfilms
- 2019 : Lie of You de Richard Redwine : Aisha

### Clips
- 2022 : Love Letters de Odesza[6]

## Voix françaises
- Marion Gress dans :
  - Sex Education (série télévisée) (2ème voix)
  - La Chronique des Bridgerton (série télévisée)
  - La Petite Sirène
  - L'amour dans l'objectif

et aussi
- Ludivine Maffren dans Kill Ben Lyk
- Jeanne-Lore Aglossi dans Sex Education (série télévisée) (1ère voix)